# Lou Pearlman
Pour les articles homonymes, voir Pearlman.
Louis Jay Pearlman, dit Lou Pearlman, né le 19 juin 1954 à Flushing (Queens, New York) et mort le 19 août 2016 à Texarkana (Texas), est un impresario et escroc américain.

## Biographie
Lou Pearlman est avant tout connu pour avoir été le manager de plusieurs boys bands, dont notamment les Backstreet Boys et N'Sync.
Il joue comme guitariste pour un groupe local étant adolescent et est soutenu par son cousin Art Garfunkel qui, sous la pression de la mère de Pearlman, lui achète son premier appartement et sa première voiture de luxe (une Rolls Royce). 
Quand son intérêt pour la musique s'émousse, il s'implique dans l'aviation civile commerciale. Trans Continental Airlines (ou Planet Airways) le rapproche à nouveau de l'industrie musicale - tout en étant le support d'une fraude financière d'envergure[réf. nécessaire].

### Escroquerie
Le FBI découvre en 2006 que, depuis de nombreuses années, il a monté une pyramide de Ponzi en incitant des banques et des particuliers à investir des fonds dans des entreprises fictives, la « TransContinental Airlines Travel Services » et la « TransContinental Airlines ». La fraude s'élève à plus de 300 millions de dollars. Il est condamné en 2008 à 25 ans de prison.

### Décès
Lou Pearlman meurt le 19 août 2016 en prison à Texarkana (Texas).